# القطن
ال-قطن یک منطقهٔ مسکونی در یمن است که در استان حضرموت واقع شده‌است.